# St. Nikolaus (Kessenich)

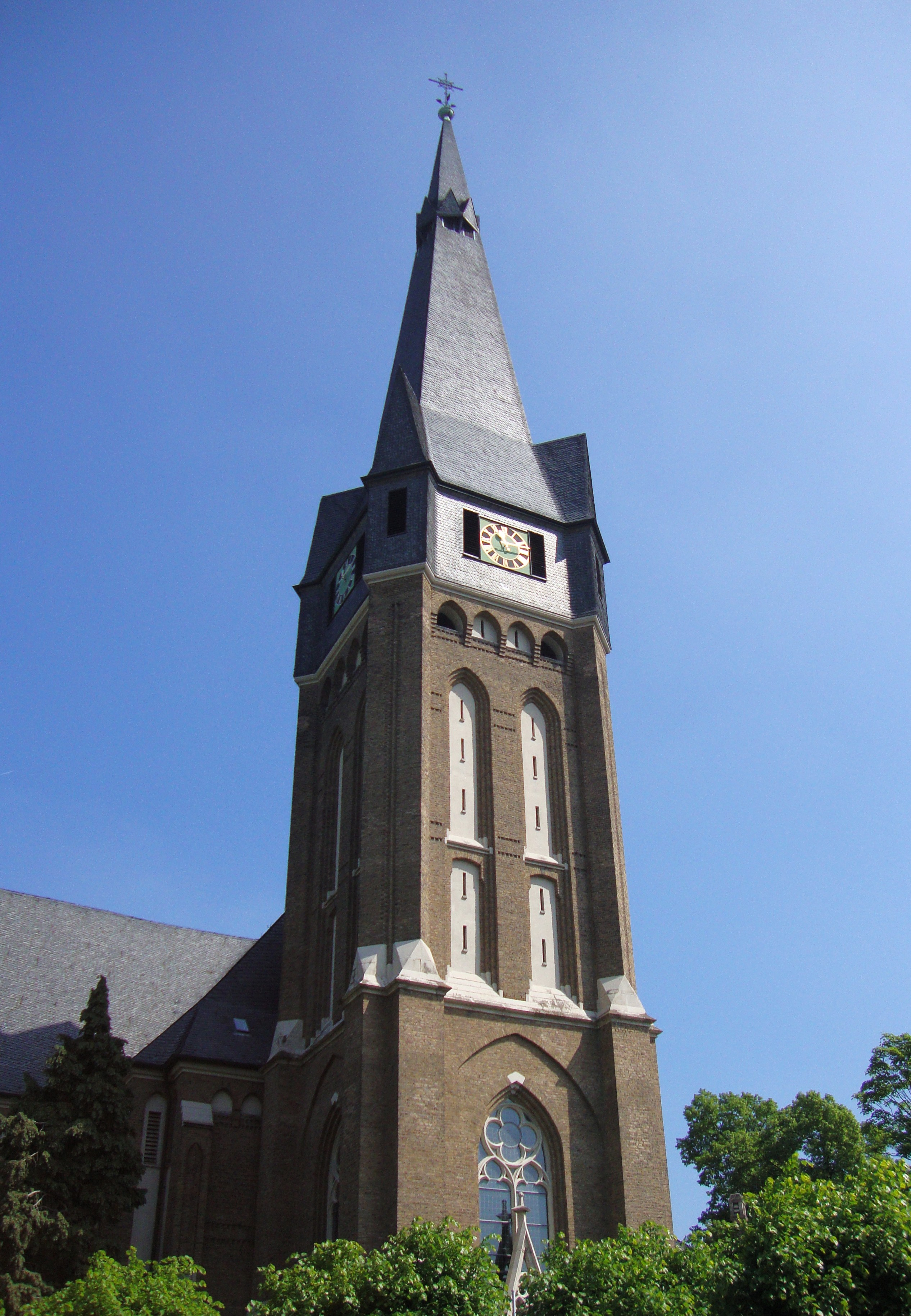
Blick auf die Südseite des Turms

Die Pfarrkirche St. Nikolaus ist ein denkmalgeschütztes Kirchengebäude im Bonner Ortsteil Kessenich. Besondere Bedeutung erhält die Kirche, da sie durch ihre Ausrichtung Aufschluss über die städtische Entwicklung des Ortes Kessenich gibt, das Stadtbild prägt und eine ungewöhnliche Bauform hat, welche mit der unter Pfarrer Maaßen gebauten Kirche St. Aegidius in Hemmerich mindestens eine weitere Kirche inspiriert hat. Die katholische Kirchengemeinde gehört zum Pfarrverband Bonn-Süd. 

## Geschichte, Architektur und Ausstattung
Das damals überwiegend katholische Kessenich war zunächst eine Filiale der in der heutigen Innenstadt gelegenen Pfarrkirche St. Martin, deren Gemeinde sich hauptsächlich aus Mitgliedern aus Kessenich und Poppelsdorf zusammensetzte. 1804 gewann Kessenich durch eine Neuordnung der Diözese Unabhängigkeit von St. Martin und die damalige Kapelle (alt) St. Nikolaus wurde zur Pfarrkirche erhoben. Durch eine schnelle Zunahme der Bevölkerung in Kessenich entstand in der zweiten Hälfte des 19. Jahrhunderts das Bedürfnis nach einer neuen Kirche. Während es zunächst Uneinigkeit mit dem damaligen Pfarrer über den Standort der Kirche gab, gründete sich nach seinem Tod 1884 ein Kirchenbauverein. 1888 wurde ein Grundstück in der Pützstraße gekauft und im selben Jahr mit den Bauarbeiten begonnen.
Aus der Feder des Architekten Johannes Richter entstammte der neugotische Entwurf der Kirche. Es blieb sein einziger Kirchenneubau und er erlebte die Fertigstellung nicht mehr. Das Grundstück in der Pützstraße befand sich zum damaligen Zeitpunkt am Nordrand der Bebauung Kessenichs, sodass sich der Turm mit dem Haupteingang dem Dorf zuwandte, die Kirche aber dennoch geostet ist. Dabei brach Richter mit den typischen Kirchenarchitekturgrundformen und gestaltete eine Dreistützenkirche  in T-Form. Die heutige Hausdorffstraße, welche den damaligen Ortskern durchschneidet, bestand noch nicht. Außen ist die Kirche in Feldbrandziegeln und Zierelementen in Zementguß gehalten. Innen überspannt ein Netzrippengewölbe den gesamten Raum, welches mittig auf drei Pfeilern ruht. 1891 wurde  die Kirche fertiggestellt und geweiht. Kirchenpatron ist wie schon bei der alten Kirche der Heilige Nikolaus von Myra.
Ab 1929 erfuhr die Kirche eine Umgestaltung hin zu einer schlichteren Erscheinung. Zum Beispiel wurden Schnitzereien entfernt. Während einer Reparatur erhielt die Turmuhr einen Westminsterschlag. 1932 wurde der Haupteingang an seine heutige Stelle im Westen verlegt. Ab 1934 wurde der bis dahin ebenerdige Chor erhöht. Der Eingang durch den Turm musste einer Priestersakristei und einem darüber befindlichen Raum für Chorproben weichen. Die prominente Stelle des ehemaligen Eingangs auf die eine Lindenallee hinleitet ziert seitdem eine Statue Johannes des Täufers.
Die durch den Zweiten Weltkrieg verursachten Schäden wurden schnell behoben. Die Kirche wurde in den nachfolgenden 30 Jahren mit Bleiglasfenstern von Eduard Horst und Otto Lauterbach ausgestattet sowie ein Pfarrzentrum erbaut. Die Fertigstellung der heutigen Bücherei 1967 beschloss die Bauarbeiten um das Pfarrzentrum.
In den Jahren 1978 bis 1982 wurde die Kirche saniert. Neben Verbesserungen der Substanz wurde der Westeingang mit Vordächern ausgestattet und die Kirche den Ergebnissen des zweiten Vatikanischen Konzils angepasst. Im Zuge dessen wurde der Altarraum wieder ein Stück abgesenkt, in Marmor ausgeführt und ein Volksaltar eingerichtet.
Heute ziert eine aus dem ehemaligen Hochaltar zusammengefügte Triumphkreuzgruppe freischwebend den Altarraum. Dieser wird von Figuren des heiligen Nikolaus und des heiligen Karl Borromäus flankiert. Die an der vorderen linken Säule befestigte Kanzel wird von Reliefs der vier Evangelisten geschmückt. Die vom neuen Eingang aus vordere Säule präsentiert dem Eintretenden eine Madonna vom ehemaligen Marienaltar. Rechts vom Hochaltar befindet sich ein Herz-Jesu-Altar mit einem Mosaik von 1935. Links vom Hochaltar befindet sich der heutige Marienaltar aus der gleichen Zeit. Weiterhin sind Figuren des heiligen Antonius, des heiligen Josef, ein aus Gemälden bestehender Kreuzweg und eine Pietà vorhanden, die alle zur Erstausstattung gehörten. Zudem wird ein Chormantel von 1570 ausgestellt.
Orgel
Nach der 1891 eingebauten Weigle-Orgel mit 14 Registern, und einer Seifert-Orgel von 1956 mit 42 Registern und drei Manualen, ertönt seit 1999 eine Orgel der Orgelwerkstatt Späth aus Freiburg im Breisgau in St. Nikolaus. Sie verfügt über  32 Register, die auf drei Manualen und Pedal angespielt werden können. Das Instrument verbindet Elemente des deutschen und französischen Orgelbaus in ausgewogener Verteilung.

## Glocken
Nachdem im Zweiten Weltkrieg drei der vier Glocken verloren gingen, wurden 1949 fünf von der Glockengießerei des Bochumer Vereins gegossene Stahlglocken gekauft. Heute schlagen in St. Nikolaus fünf Stahlglocken und als kleinste eine 1791 von Gießern aus Lothringen gegossene Bronzeglocke im Vollgeläut das „Beuroner Geläutemotiv“.
| Nr. | Name       | Durchmesser | Gewicht | Schlagton | Inschrift |
| --- | ---------- | ----------- | ------- | --------- | --- |
| 1   | Johannes   | 2270 mm     | 5950 kg | a°-3      | PRAEDICAT CHRISTUM SANCTUS JOANNES (Herold Christi Hl. Johannes)                                                                              |
| 2   | Trinitatis | 1910 mm     | 3750 kg | c’-1      | BEATAE TRINITATIS PRAECO (Herold der hl. Dreifaltigkeit)                                                                                      |
| 3   | Anna       | 1700 mm     | 2800 kg | d’+1      | VOX MATERNA BEATAE ANNAE (Mütterliche Stimme der hl. Anna)                                                                                    |
| 4   | Nikolaus   | 1430 mm     | 1700 kg | f ’+2     | FIDELES VOCAT NICOLAUS (Die Gläubigen ruft Nikolaus.)                                                                                         |
| 5   | Michael    | 1275 mm     | 1200 kg | g’-4      | NOS SANCTE MICHAELE SALVA (Unser Hl. Michael, sei gegrüßt.)                                                                                   |
| 6   | Matthias   | 0911 mm     | 0460 kg | a’+6      | IM JAHR 1791, IM NOVEMBER WURDE DISE KLOCK AUF KOSTEN DER GEMEINDE ZU KESSENICH GEGOSSEN ZU EHREN DES HEILIG. APOST. MATHIAS UNT SEBASTIANUS. |